# Didemnum
Genre
Didemnum est un genre de tuniciers de la famille des Didemnidés. 

## Liste d'espèces
Selon World Register of Marine Species (28 sept. 2023) :
- Didemnum abradatum Kott, 2007
- Didemnum ahu Monniot & Monniot, 1987
- Didemnum albidum (Verrill, 1871)
- Didemnum albopunctatum Sluiter, 1909
- Didemnum algasedens Monniot & Monniot, 2001
- Didemnum amethysteum (Van Name, 1902)
- Didemnum amourouxi Lafargue, 1976
- Didemnum apersum Tokioka, 1953
- Didemnum apuroto Monniot & Monniot, 1987
- Didemnum arancium Kott, 2001
- Didemnum aratore Kott, 2004
- Didemnum asterix Kott, 2004
- Didemnum astrum Kott, 2001
- Didemnum augusti Michaelsen, 1920
- Didemnum aurantiacum Herdman, 1886
- Didemnum aurantium Rocha & Neves, 2015
- Didemnum aures Monniot, Monniot, Griffiths & Schleyer, 2001
- Didemnum beringense Romanov, 1977
- Didemnum bicolor Vasseur, 1969
- Didemnum biglans (Sluiter, 1906)
- Didemnum biglutinum Monniot, 1995
- Didemnum bimasculum Monniot, 1995
- Didemnum bisectatum Kott, 2001
- Didemnum brevioris Monniot & Monniot, 1999
- Didemnum caesium Sluiter, 1909
- Didemnum calliginosum Monniot, 1984
- Didemnum candidum Savigny, 1816
- Didemnum captivum Monniot & Monniot, 1999
- Didemnum carnulentum Ritter & Forsyth, 1917
- Didemnum carpenteri (Herdman, 1886)
- Didemnum caudiculatum Romanov, 1989
- Didemnum cerebrale Michaelsen, 1920
- Didemnum chartaceum Sluiter, 1909
- Didemnum chilense Arnback, 1929
- Didemnum cilicium Kott, 2005
- Didemnum cineraceum (Sluiter, 1898)
- Didemnum clavum Kott, 2001
- Didemnum coccineum (Drasche, 1883)
- Didemnum commune (Della Valle, 1877)
- Didemnum complexum Kott, 2001
- Didemnum conchyliatum (Sluiter, 1898)
- Didemnum congregatum Kott, 2004
- Didemnum contortum Monniot & Monniot, 1999
- Didemnum coralliforme Kott, 2004
- Didemnum coriaceum (Drasche, 1883)
- Didemnum corium Kott, 2005
- Didemnum crescente Kott, 2001
- Didemnum cuculliferum (Sluiter, 1909)
- Didemnum cygnuus Kott, 2001
- Didemnum dealbatum Sluiter, 1909
- Didemnum delectum Kott, 2001
- Didemnum densum (Nott, 1892)
- Didemnum dicolla Monniot & Monniot, 1999
- Didemnum diffundum Monniot, 1995
- Didemnum digestum Sluiter, 1909
- Didemnum diversum Kott, 2004
- Didemnum dolium Kott, 2008
- Didemnum domesticum Kott, 2004
- Didemnum drachi Lafargue, 1975
- Didemnum duplicatum Monniot, 1983
- Didemnum ectensum Romanov, 1989
- Didemnum edmondsoni Eldredge, 1966
- Didemnum edwardsi (Herdman, 1886)
- Didemnum effusium Kott, 2001
- Didemnum elikapekae Eldredge, 1966
- Didemnum elongatum Sluiter, 1909
- Didemnum epikelp Monniot, Monniot, Griffiths & Schleyer, 2001
- Didemnum etiolum Kott, 1982
- Didemnum extensum Romanov, 1989
- Didemnum fibriae Kott, 2004
- Didemnum filiforme Romanov, 1989
- Didemnum flagellatum Tokioka, 1953
- Didemnum flammacolor Rocha & Neves, 2015
- Didemnum flavoviride Monniot, 1995
- Didemnum fragile Sluiter, 1909
- Didemnum fragum Kott, 2001
- Didemnum fucatum Sluiter, 1909
- Didemnum fulgens (Milne-Edwards, 1841)
- Didemnum fuscum (Oka, 1931)
- Didemnum galacteum Lotufo & Dias, 2007
- Didemnum gayanae Sanamyan, 1999
- Didemnum gemmiparum Romanov, 1976
- Didemnum gigas (Della Valle, 1881)
- Didemnum gintonicum Eldredge, 1966
- Didemnum globiferum Monniot, Monniot, Griffiths & Schleyer, 2001
- Didemnum grande (Herdman, 1886)
- Didemnum granulatum Tokioka, 1954
- Didemnum granulosum (Drasche, 1883)
- Didemnum guttatum Monniot & Monniot, 1996
- Didemnum halimedae Monniot, 1983
- Didemnum helgolandicum Michaelsen, 1921
- Didemnum herba Kott, 2001
- Didemnum hiopaa Monniot & Monniot, 1987
- Didemnum immundum Romanov, 1974
- Didemnum inaequilobatum Daumezon, 1908
- Didemnum inauratum Monniot, 1983
- Didemnum incanum (Herdman, 1899)
- Didemnum inveteratum Kott, 2001
- Didemnum japonicum (Herdman, 1886)
- Didemnum jedanense Sluiter, 1909
- Didemnum jeffreysi (Herdman, 1886)
- Didemnum jucundum Kott, 2001
- Didemnum karlae Michaelsen, 1920
- Didemnum kelleri Michaelsen, 1923
- Didemnum kurilense Romanov, 1989
- Didemnum lacertosum Monniot, 1995
- Didemnum lacustre Monniot F. & Monniot C., 2008
- Didemnum lahillei Hartmeyer, 1909
- Didemnum lambertae Rocha & Neves, 2015
- Didemnum lambitum (Sluiter, 1900)
- Didemnum leopardi Monniot, Monniot, Griffiths & Schleyer, 2001
- Didemnum leopardum Kott, 2005
- Didemnum levitas Kott, 2001
- Didemnum ligulum Monniot, 1983
- Didemnum lillipution Kott, 2004
- Didemnum linatum Kott, 2001
- Didemnum linguiferum Monniot & Monniot, 1996
- Didemnum lissoclinum Kott, 2001
- Didemnum lithostrotum Brewin, 1956
- Didemnum longigaster Rocha & Neves, 2015
- Didemnum lutarium Van Name, 1910
- Didemnum macrosiphonium Kott, 2001
- Didemnum macrospiculatum Tokioka, 1967
- Didemnum maculatum (Nott, 1892)
- Didemnum maculosum (Milne-Edwards, 1841)
- Didemnum madagascariense Brunetti, 2007
- Didemnum madeleinae Monniot & Monniot, 2001
- Didemnum magnetae Hastings, 1931
- Didemnum mantile Kott, 2001
- Didemnum megaductus Romanov, 1974
- Didemnum megasterix Monniot, 1995
- Didemnum mekeald Monniot F. & Monniot C., 2008
- Didemnum membranaceum Sluiter, 1909
- Didemnum mesembrinum Monniot, Monniot, Griffiths & Schleyer, 2001
- Didemnum microthoracicum Kott, 2001
- Didemnum millari Monniot, Monniot, Griffiths & Schleyer, 2001
- Didemnum minisculum Kott, 2001
- Didemnum minispirale Romanov, 1989
- Didemnum misakiense (Oka & Willey, 1892)
- Didemnum molle (Herdmann, 1886)
- Didemnum monile Kott, 2001
- Didemnum montosum Sluiter, 1909
- Didemnum moseleyi (Herdman, 1886)
- Didemnum multiampullae Kott, 2008
- Didemnum multispirale Kott, 2001
- Didemnum mutabile Monniot & Monniot, 1987
- Didemnum nambucciensis Kott, 2004
- Didemnum neglectum Herdman, 1886
- Didemnum nekozita Tokioka, 1967
- Didemnum nigricans Monniot, 1995
- Didemnum nigrum Monniot & Monniot, 1996
- Didemnum nivale Monniot F. & Monniot C., 2008
- Didemnum nocturnum Monniot & Monniot, 1999
- Didemnum oblitum Kott, 2001
- Didemnum obscurum Monniot, 1969
- Didemnum ossium Kott, 2001
- Didemnum paa Monniot & Monniot, 1987
- Didemnum pacificum Tokioka, 1953
- Didemnum papillatum Romanov, 1974
- Didemnum parancium Kott, 2001
- Didemnum parau Monniot & Monniot, 1987
- Didemnum pardum Tokioka, 1962
- Didemnum partitum Tokioka, 1953
- Didemnum parvum Monniot & Monniot, 2003
- Didemnum patulum (Herdman, 1899)
- Didemnum pecten Kott, 2001
- Didemnum pellucidum Kott, 2001
- Didemnum perlucidum F. Monniot, 1983
- Didemnum perplexum Kott, 2001
- Didemnum perspicuum Giard, 1873
- Didemnum peyrefittense Brément, 1913
- Didemnum pica Brunetti, 2007
- Didemnum pitipiri Monniot & Monniot, 1987
- Didemnum plebeium Kott, 2005
- Didemnum poecilomorpha Monniot & Monniot, 1996
- Didemnum polare Hartmeyer, 1903
- Didemnum precocinum Kott, 2001
- Didemnum protectum (Daumézon, 1908)
- Didemnum psammatodes (Sluiter, 1895)
- Didemnum pseudobiglans Romanov, 1989
- Didemnum pseudofulgens Médioni, 1970
- Didemnum pseudovexillum Turon & Viard, 2020
- Didemnum quincunciale Michaelsen, 1920
- Didemnum recurvatum Sluiter, 1909
- Didemnum risirense Nishikawa, 1990
- Didemnum roberti Michaelsen, 1930
- Didemnum rochai Paiva et al., 2015
- Didemnum rodriguesi Rocha & Monniot, 1993
- Didemnum romssae Marks, 1996
- Didemnum roseum Sars, 1851
- Didemnum rota Kott, 2004
- Didemnum rottnesti Kott, 1962
- Didemnum rubeum Monniot & Monniot, 1996
- Didemnum sachalinense Romanov, 1989
- Didemnum sanakiensis Sanamyan, 1999
- Didemnum santaelenae Van Name, 1945
- Didemnum scopi Kott, 2001
- Didemnum semifuscum Sluiter, 1909
- Didemnum siphonale Tokioka, 1967
- Didemnum sordidum Kott, 2001
- Didemnum spadix Kott, 2001
- Didemnum speciosum (Herdman, 1886)
- Didemnum sphaericum Tokioka, 1967
- Didemnum spongoides Sluiter, 1909
- Didemnum spumante Kott, 2004
- Didemnum spumosum Kott, 2004
- Didemnum stercoratum Monniot & Monniot, 1996
- Didemnum stilense Michaelsen, 1934
- Didemnum stragulum Kott, 2001
- Didemnum studeri Hartmeyer, 1911
- Didemnum subflavum (Herdman, 1886)
- Didemnum subtile Monniot F. & Monniot C., 2008
- Didemnum sucosum Kott, 2001
- Didemnum tabulatum Sluiter, 1909
- Didemnum tantulum Kott, 2007
- Didemnum tapetum Kott, 2008
- Didemnum tenue (Herdman, 1886)
- Didemnum ternerratum Kott, 2001
- Didemnum tetrahedrum Dias & Rodrigues, 2004
- Didemnum theca Kott, 2001
- Didemnum thomsoni Herdman, 1886
- Didemnum tigrinoides Tokioka, 1953
- Didemnum toafene Monniot & Monniot, 1987
- Didemnum tonga (Herdman, 1886)
- Didemnum torresii (Sluiter, 1895)
- Didemnum tortile Monniot F. & Monniot C., 2008
- Didemnum translucidum Tokioka, 1953
- Didemnum transparentum Romanov, 1977
- Didemnum trispirale Romanov, 1989
- Didemnum tuberatum (Nott, 1892)
- Didemnum tumulatum Kott, 2004
- Didemnum usitatum Kott, 2004
- Didemnum uturoa Monniot & Monniot, 1987
- Didemnum vahatuio Monniot & Monniot, 2008
- Didemnum valgum Monniot & Monniot, 1987
- Didemnum vanderhorsti Van Name, 1924
- Didemnum velans Michaelsen, 1920
- Didemnum velum Kott, 2008
- Didemnum verdantum Kott, 2001
- Didemnum vermiforme Romanov, 1989
- Didemnum vesica Kott, 2007
- Didemnum vesperi Kott, 2004
- Didemnum vexillum Kott, 2002
- Didemnum via Kott, 2001
- Didemnum viride (Herdman, 1906)
- Didemnum vulgare Kott, 2001
- Didemnum yolky Monniot & Monniot, 1997

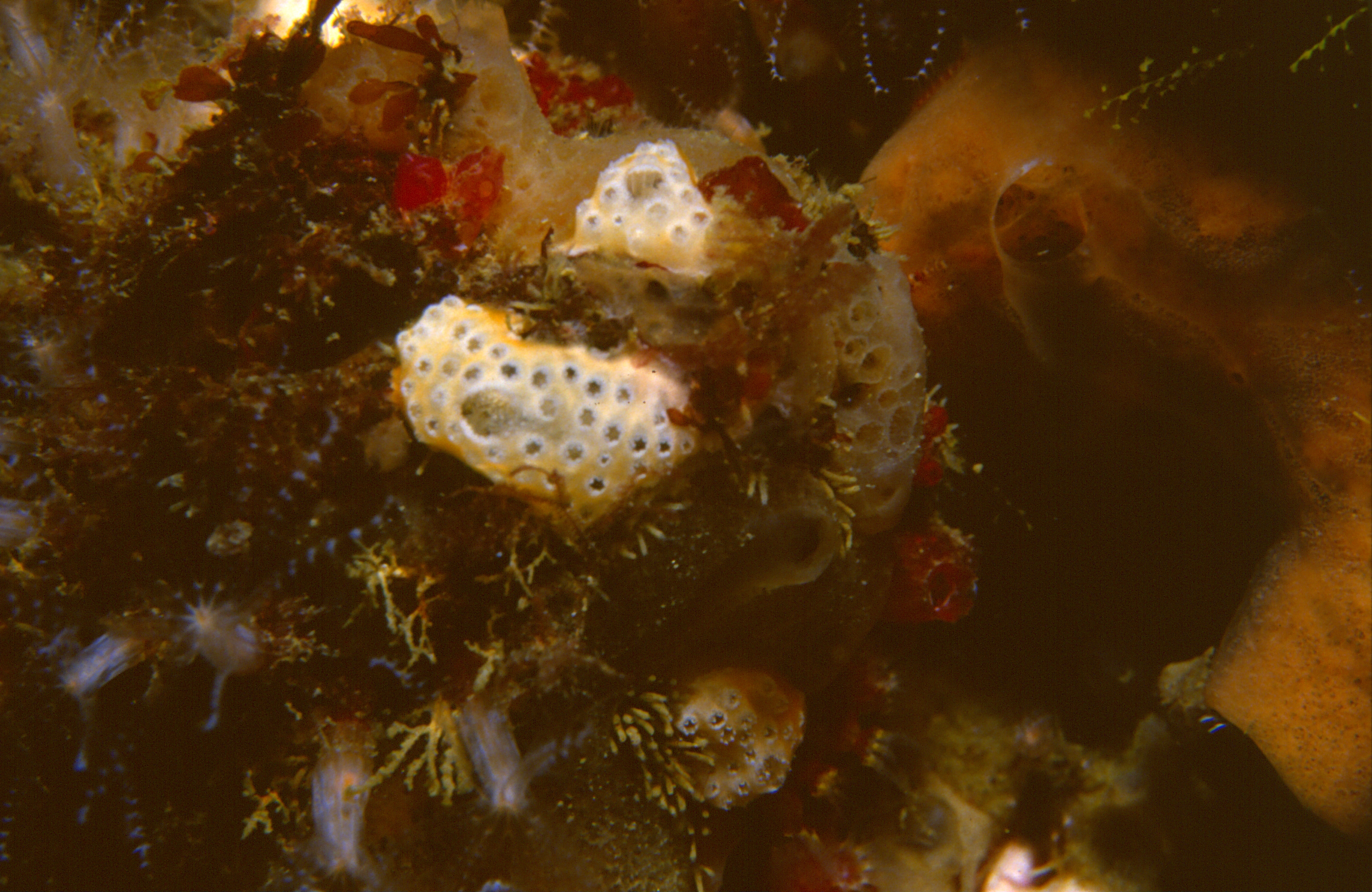
Didemnum commune
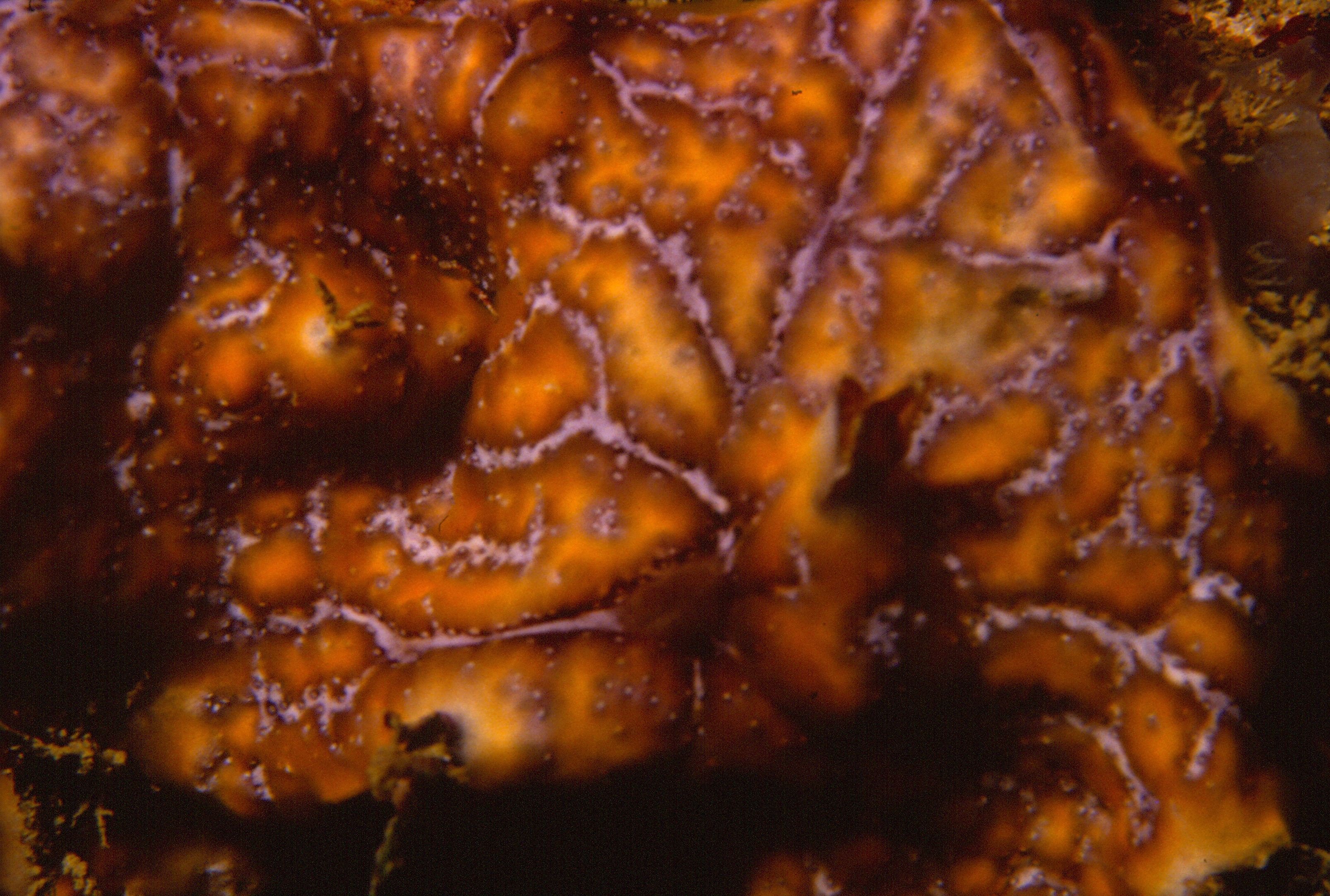
Didemnum coriaceum
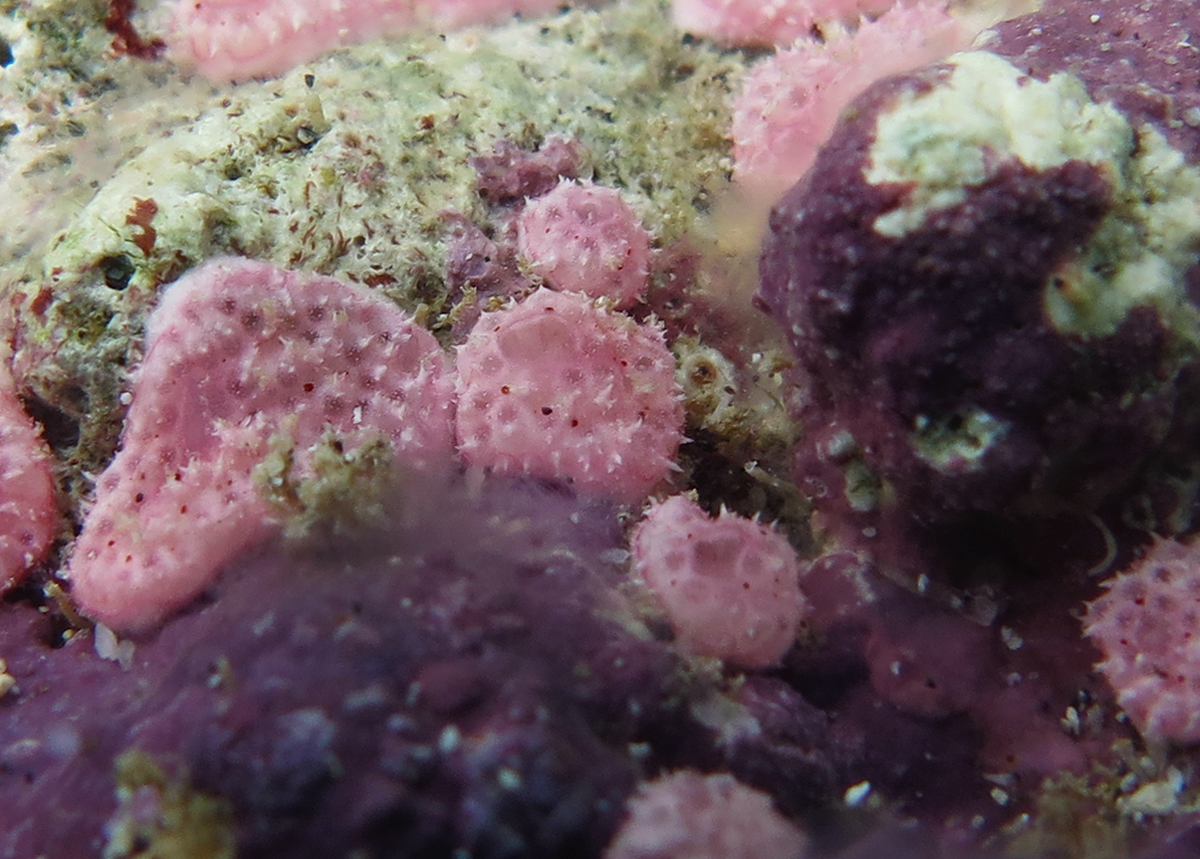
Didemnum cuculiferum
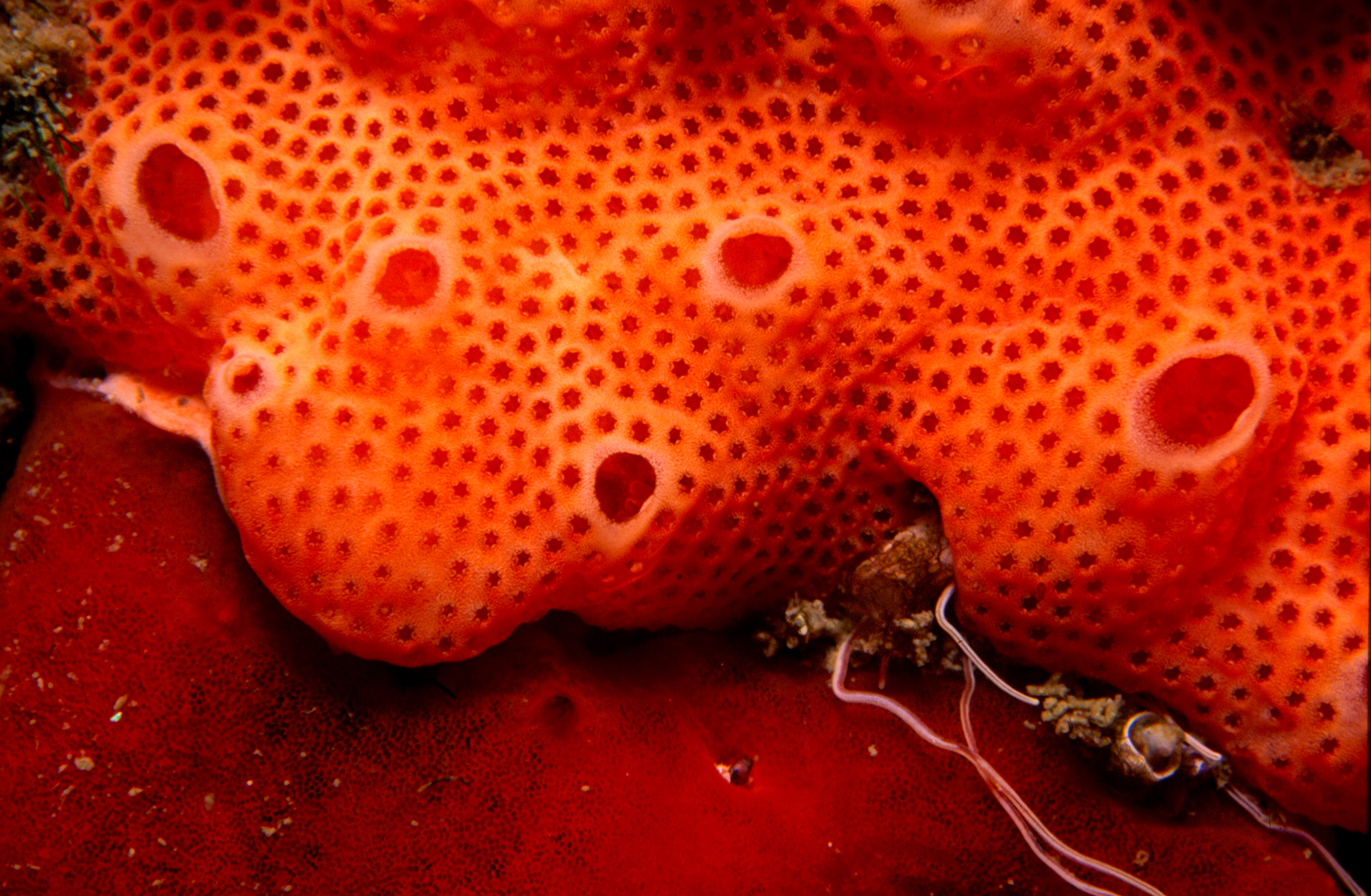
Didemnum fulgens
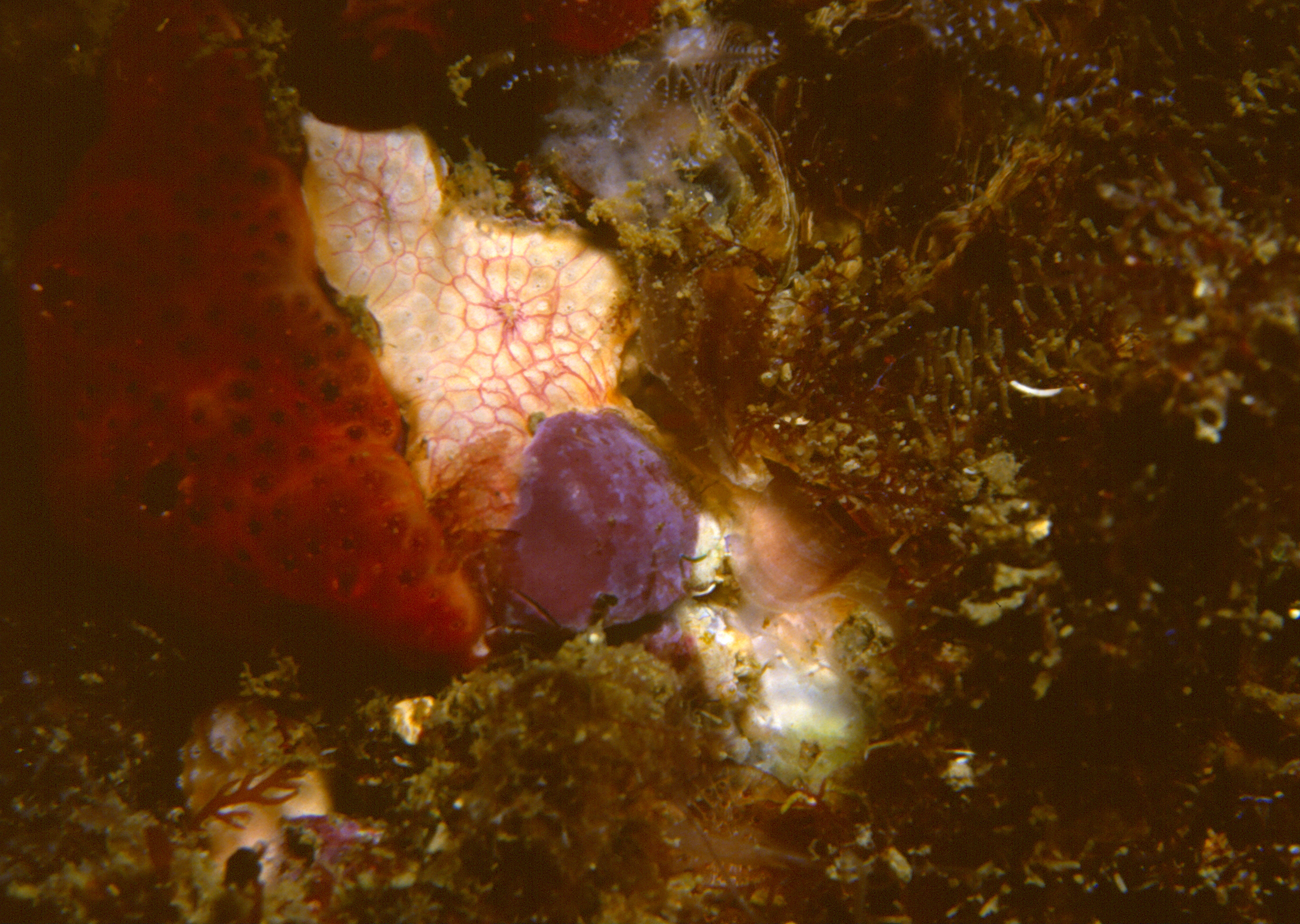
Didemnum granulosum
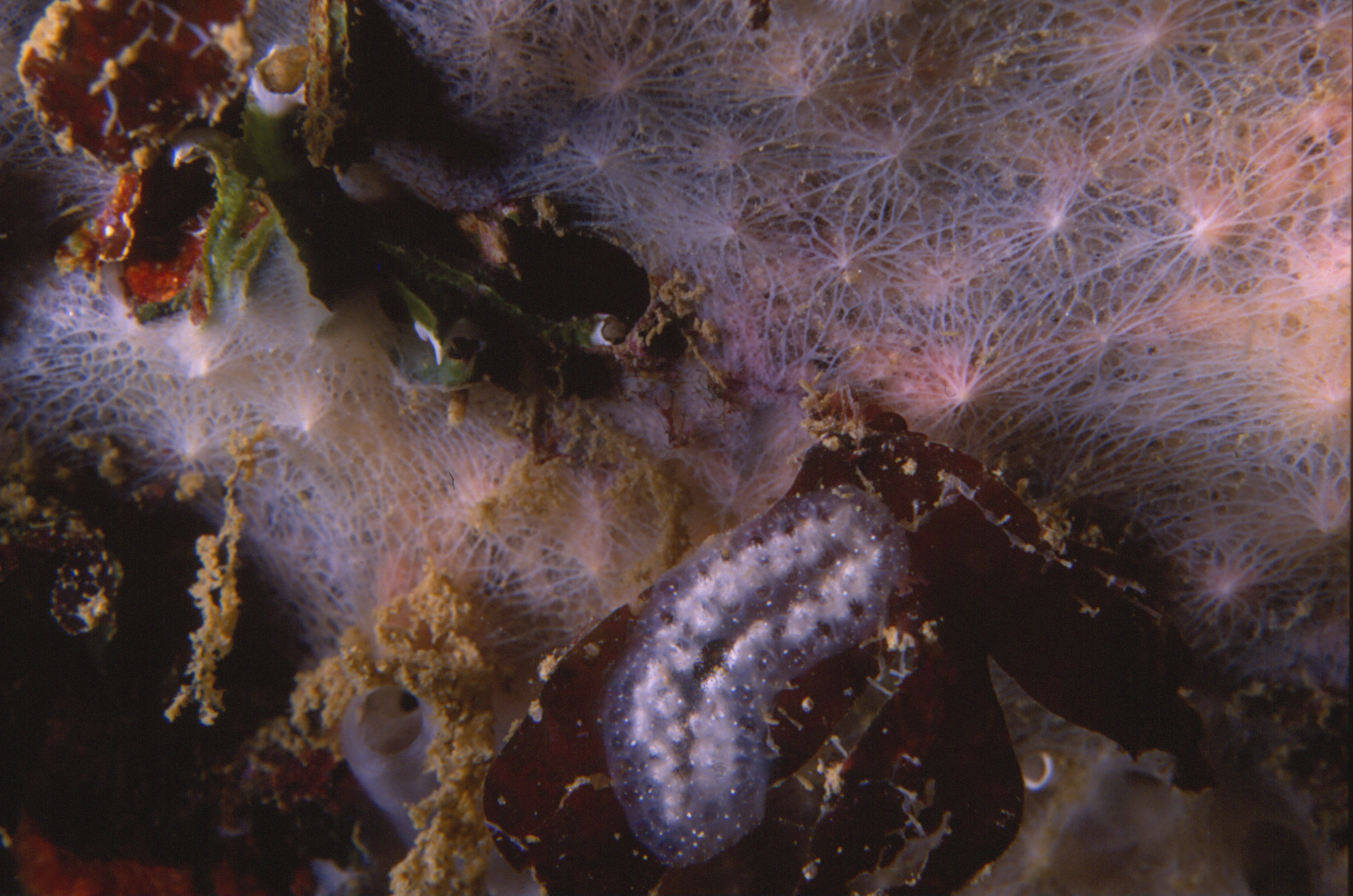
Didemnum lahillei
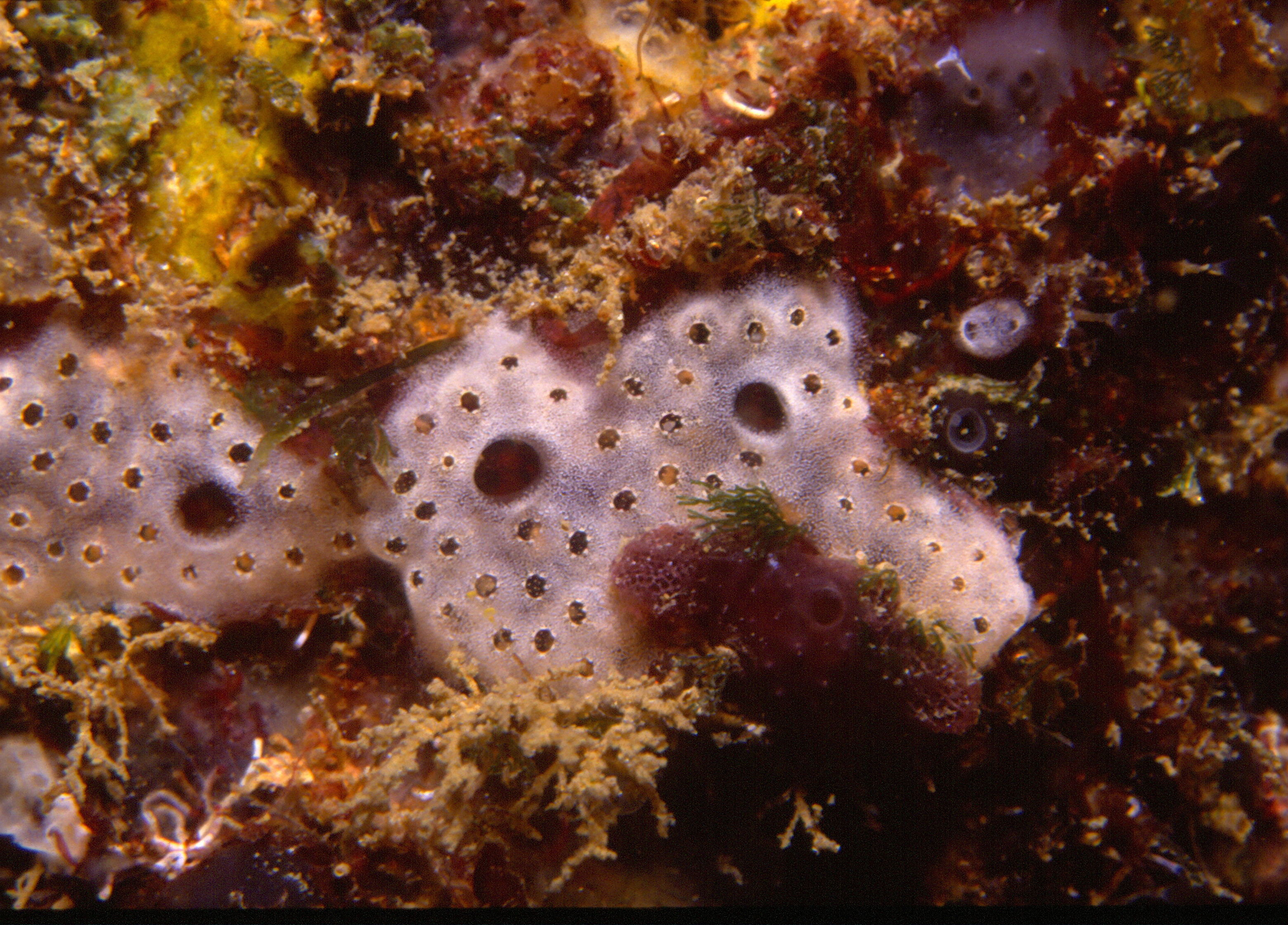
Didemnum maculosum
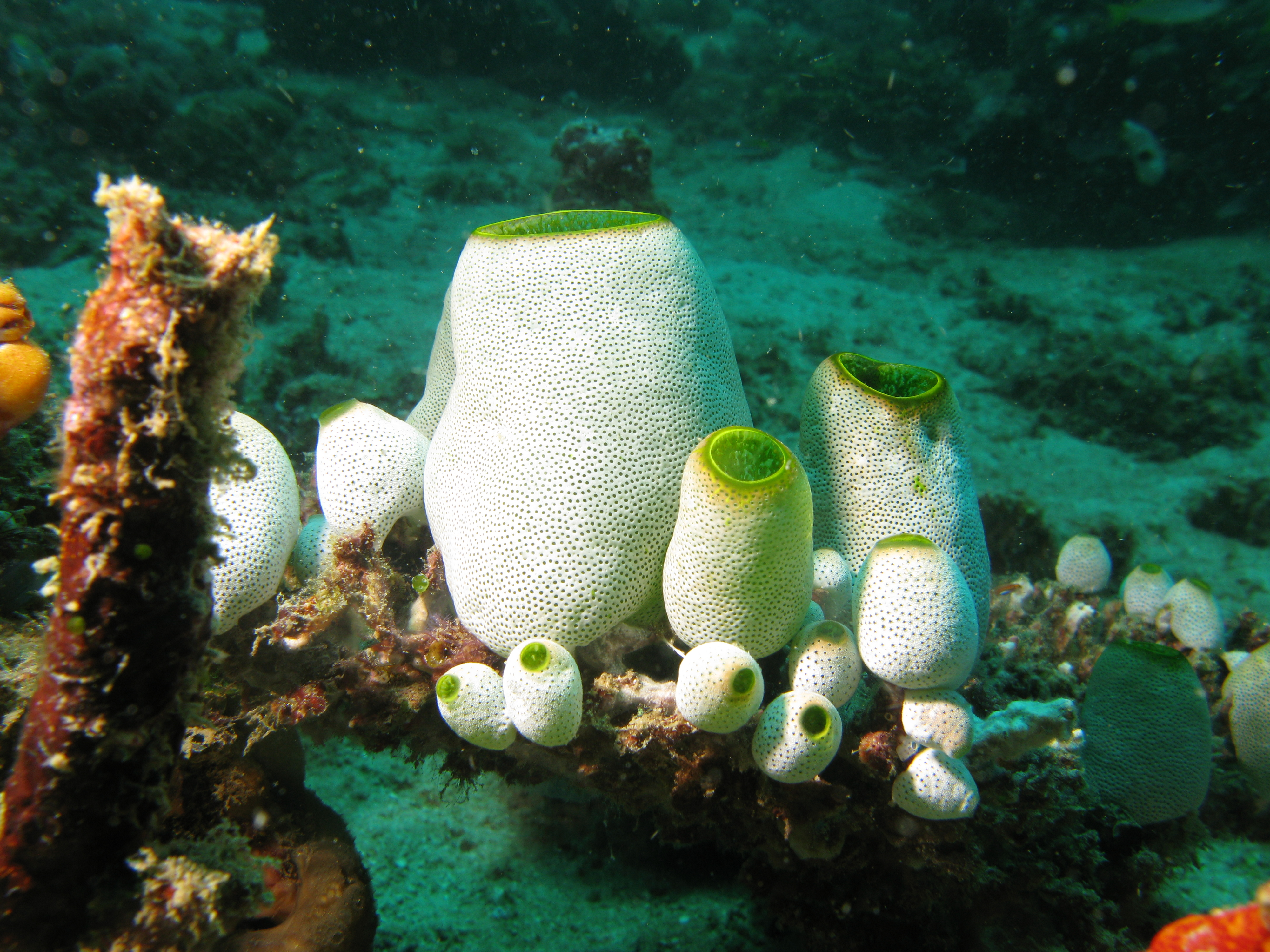
Didemnum molle
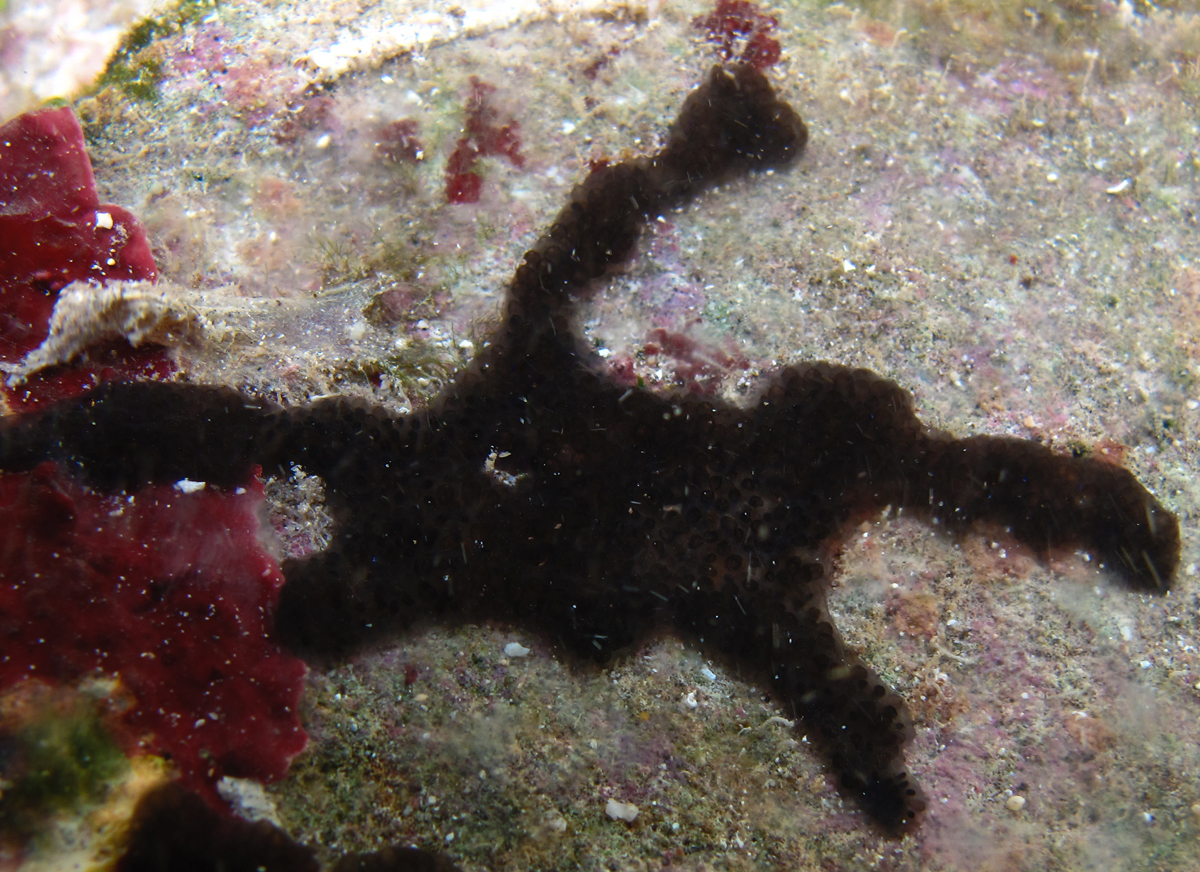
Didemnum nocturnum
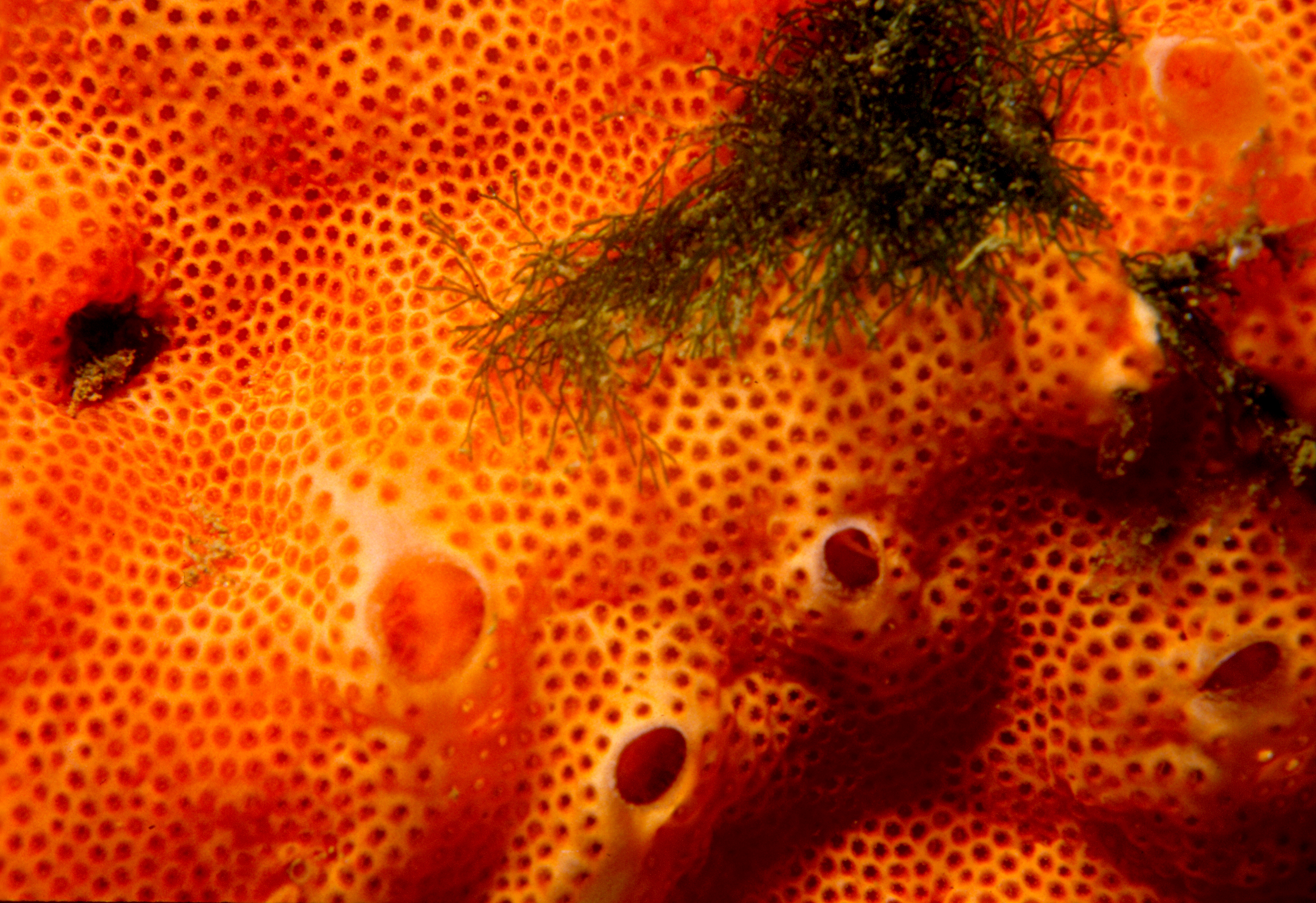
Didemnum pseudofulgens
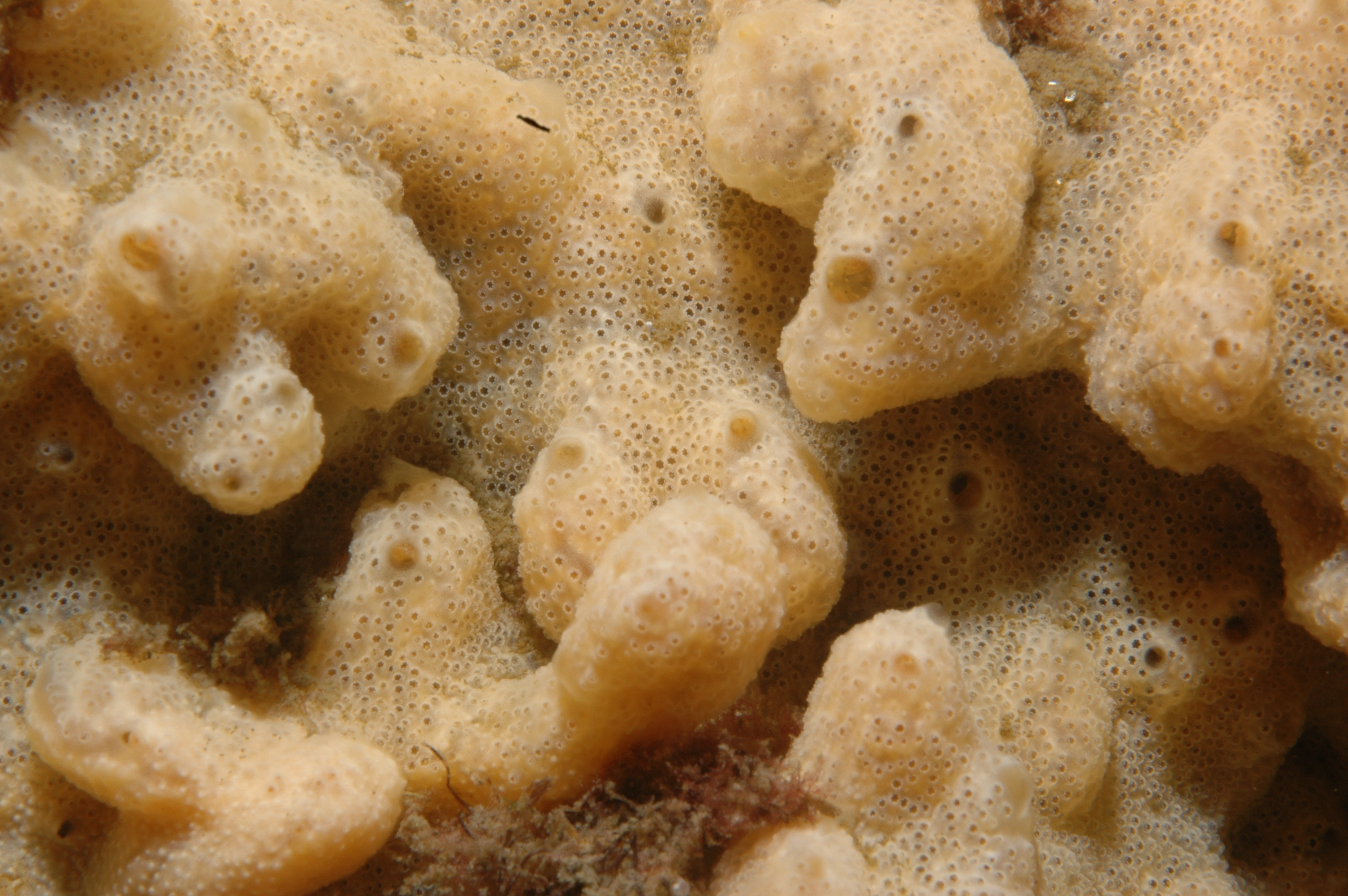
Didemnum vexillum